# Aljaksej Nitschypar
Aljaksej Mikalajewitsch Nitschypar (belarussisch Аляксей Мікалаевіч Нічыпар, engl. Transkription Aliaksei Nichypar; * 10. April 1993) ist ein belarussischer Kugelstoßer.

## Sportliche Laufbahn
Erste internationale Erfahrungen sammelte Aljaksej Nitschypar 2012 bei den Juniorenweltmeisterschaften in Barcelona, bei denen er aber mit einer Weite von 18,39 m mit der 6-kg-Kugel in der Qualifikation ausschied. Im Jahr darauf erreichte er bei den U23-Europameisterschaften in Tampere mit 17,69 m im Finale den zehnten Platz und 2015 wurde er bei den U23-Europameisterschaften in Tallinn mit 17,84 m Zwölfter. 2016 nahm er erstmals an den Europameisterschaften in Amsterdam teil, erreichte mit 19,34 m aber nicht das Finale, wie auch bei den Leichtathletik-Halleneuropameisterschaften 2017 in Belgrad, bei denen er mit 18,90 m in der Qualifikation ausschied. Er qualifizierte sich in diesem Jahr auch für die Weltmeisterschaften in London, wo 19,54 m nicht für einen Finaleinzug reichten. Nur zwei Wochen später wurde er bei der Sommer-Universiade in Taipeh mit 20,09 m Vierter. 2018 nahm er an den Europameisterschaften 2018 in Berlin teil und gelangte dort bis in das Finale, in dem er mit 20,27 m auf Rang zehn gelangte. Im Jahr darauf klassierte er sich bei den Militärweltspielen in Wuhan mit einer Weite von 20,27 m auf dem elften Rang.
Von 2017 bis 2019 wurde Nitschypar belarussischer Meister im Kugelstoßen im Freien sowie 2017 und 2018 auch in der Halle.

## Persönliche Bestweiten
- Kugelstoßen: 20,52 m, 20. Juli 2017 in Minsk
  - Kugelstoßen (Halle): 20,40 m, 25. Januar 2018 in Mahiljou